# Margaret Yorke
Margaret Yorke, nata Margaret Beda Nicholson Larminie (Compton, 30 gennaio 1924 – Long Crendon, 17 novembre 2012), è stata una scrittrice britannica di romanzi polizieschi.

## Biografia
Margaret Beda Larminie nasce il 30 gennaio 1924 a Compton, nella contea di Surrey.
Dopo aver trascorso l'infanzia a Dublino, ritorna nel 1937 in Inghilterra dove frequenta la Prior’s Field girls’ school di Godalming e, durante la Seconda guerra mondiale presta servizio come autista nella Women's Royal Naval Service.
Nel 1945 sposa Basil Nicholson dal quale ha due figli e divorzia nel 1957, anno in cui esordisce nella narrativa con il romanzo Summer Flight.
Adottato lo pseudonimo di Margaret Yorke per non essere confusa con una parente anch'essa scrittrice, nel corso della sua prolifica carriera pubblica una quarantina di romanzi gialli nella tradizione claustrofobica inglese e crea il personaggio del Dr. Patrick Grant, un professore-investigatore di Oxford protagonista di 5 indagini.
Premiata con il Martin Beck Award nel 1982 e il Cartier Diamond Dagger alla carriera nel 1999, muore all'età di 88 anni il 17 novembre 2012 a Long Crendon.

## Opere principali

### Serie Patrick Grant
- Morire all'alba (Dead in the Morning, 1970), Milano, Il Giallo Mondadori N. 1532, 1978
- Silent Witness (1972)
- Grave Matters (1973)
- Mortal Remains (1974)
- Cast for Death (1976)

### Altri romanzi
- Summer Flight (1957)
- Pray, Love, Remember (1958)
- Christopher (1959)
- The China Doll (1961)
- Once a Stranger (1962)
- The Birthday (1963)
- Full Circle (1965)
- The Limbo Ladies (1969)
- No Medals for the Major (1974)
- The Small Hours of the Morning (1975)
- The Cost of Silence (1977)
- The Point of Murder (1978)
- Il vecchio Robbie va alla guerra (Death on Account, 1979), Milano, Il Giallo Mondadori N. 1700, 1981
- L'intruso del piano di sopra (The Scent of Fear, 1980), Milano, Il Giallo Mondadori N. 2013, 1987
- Una mano dall'ombra (The Hand of Death, 1981), Milano, Il Giallo Mondadori N. 2096, 1989
- Devil's Work (1982)
- Find Me a Villain (1983)
- The Smooth Face of Evil (1984)
- Intimate Kill (1985)
- Il coraggio della paura (Safely to the Grave, 1986), Milano, Il Giallo Mondadori N. 2024, 1987
- Apricot Bed (1986)
- Evidence to Destroy (1987)
- No Fury (1987)
- Speak for the Dead (1988)
- Deceiving Mirror (1988)
- Crime in Question (1989)
- Admit to Murder (1990)
- A Small Deceit (1991)
- Criminal Damage (1992)
- Dangerous to Know (1993)
- Almost the Truth (1994)
- Serious Intent (1995)
- A Question of Belief (1996)
- Act of Violence (1997)
- False Pretenses (1998)
- The Price of Guilt (1999)
- A Case to Answer (2000)
- Cause for Concern (2001)

### Racconti
- Pieces of Justice (1994)

### Antologie
- A Dead Giveway (1995)

## Filmografia
- In compagnia dell'assassino (Kiss of a Killer), regia di Larry Elikann - film TV (1993) (soggetto)

## Premi e riconoscimenti
- Martin Beck Award: 1982 per L'intruso del piano di sopra
- Cartier Diamond Dagger: 1999 alla carriera